# تد میتت
تد میتت (انگلیسی: Ted Mittet؛ زادهٔ december ۲۳, ۱۹۴۱ (۸۳ سال)) ورزشکار روئینگ اهل ایالات متحده آمریکا است.
وی در مسابقات کشوری و بین‌المللی در مجموع برندهٔ ۱ مدال برنز شده‌است.